# Банкер-Гілл (Техас)
Банкер-Гілл (англ. Bunker Hill Village) — місто (англ. city) в США, в окрузі Гарріс штату Техас. Населення — 3822 особи (2020).

## Географія
Банкер-Гілл розташований за координатами 29°45′53″ пн. ш. 95°31′54″ зх. д. / 29.76472° пн. ш. 95.53167° зх. д. (29.764751, -95.531781).  За даними Бюро перепису населення США в 2010 році місто мало площу 3,75 км², уся площа — суходіл.

## Демографія
Згідно з переписом 2010 року, у місті мешкали 3633 особи в 1207 домогосподарствах у складі 1074 родин. Густота населення становила 969 осіб/км².  Було 1259 помешкань (336/км²).
Расовий склад населення:
| - 87,7 % — білих - 9,7 % — азіатів - 0,3 % — чорних або афроамериканців - 0,1 % — вихідців з тихоокеанських островів - 0,1 % — корінних американців |

До двох чи більше рас належало 1,3 %. Частка іспаномовних становила 5,6 % від усіх жителів.
За віковим діапазоном населення розподілялося таким чином: 29,9 % — особи молодші 18 років, 55,3 % — особи у віці 18—64 років, 14,8 % — особи у віці 65 років та старші. Медіана віку мешканця становила 46,7 року. На 100 осіб жіночої статі у місті припадало 96,3 чоловіків;  на 100 жінок у віці від 18 років та старших — 93,4 чоловіків також старших 18 років.
Середній дохід на одне домашнє господарство  становив 345 604 долари США (медіана — 236 250), а середній дохід на одну сім'ю — 357 545 доларів (медіана — 248 015). За межею бідності перебувало 2,1 % осіб, у тому числі 2,4 % дітей у віці до 18 років та 4,7 % осіб у віці 65 років та старших.
Цивільне працевлаштоване населення становило 1472 особи. Основні галузі зайнятості: фінанси, страхування та нерухомість — 20,6 %, освіта, охорона здоров'я та соціальна допомога — 19,8 %, науковці, спеціалісти, менеджери — 19,3 %.